# Напівсередня вага (ЗБМ)
Напівсередня вага — одна з видів ваги у змішаних бойових мистецтвах. В залежності від федерації вагові межі можуть змінюватися.
За версією АБЧ боєць має бути у вагових межах від 71 до 77 кг.
За версією Pancrase боєць має бути у вагових межах від 71 до 77 кг.
В Shooto ці вагові межі були встановлені від 66 до 70 кілограм.
Нині не діючий Бійцівський чемпіонат PRIDE до напівсередньої ваги відносив бійців до 83 кг.

## Розподіл
Як і в багатьох інших видах спорту, де присутня напівсередня вага (на кшталт боксу, кікбоксингу та муфай-тай), визначають вагові межі до 147 фунтів. У зв'язку з цим напівсередня вага за версією ЗБМ значно важча ніж у інших видах спорту.

## Чемпіони
| Промоуція        | Дата виграшу   | Чемпіон         | Оосбисті показники    | Захистів титулу |
| ---------------- | -------------- | --------------- | --------------------- | --------------- |
| АБЧ              | 6 грудня 2014  | Роббі Ловлер    | 26-10 (1) (20КО 1ПДН) | 2               |
| Bellator MMA     | 17 липня 2015  | Андрій Корєшков | 18-1 (10КО 3ПДН)      | 0               |
| WSOF             |                | Вакантний       |                       |                 |
| ONE Championship | 29 серпня 2014 | Бен Аскрен      | 14-0 (4КО 4ПДН)       | 0               |